# Paraproctis
Paraproctis este un gen de molii din familia Lymantriinae.